# Cantón de Sarapiquí
Sarapiquí es el cantón número 10 de la provincia de Heredia, en Costa Rica. Se encuentra ubicado en la parte septentrional del país. Posee una superficie de 2140,54 km², lo que lo convierte en el cantón más extenso de la provincia, y está dividido en 5 distritos. Limita con los cantones de San Carlos, Río Cuarto y Alajuela al oeste, el cantón de Heredia al sur, el cantón de Pococí y el cantón de Vázquez de Coronado al este y con la República de Nicaragua al norte. Se erigió en cantón el 18 de noviembre de 1970, aunque la región está habitada desde tiempos precolombinos. Su cabecera es la ciudad de Puerto Viejo.
De acuerdo al censo nacional del 2011, la población del cantón era de 57.147 habitantes, de los cuales, el 17,8% nació en el extranjero. El mismo censo destaca que había 15.768 viviendas ocupadas, de las cuales, el 44,7% se encontraba en buen estado y había problemas de hacinamiento en el 9,1% de las viviendas. El 18,1% de sus habitantes vivían en áreas urbanas. El nivel de alfabetismo del cantón es del 94,4%, con una escolaridad promedio de 5,9 años.
Para el año 2012 presentaba un índice de desarrollo humano de 0.655 según el Programa de las Naciones Unidas para el Desarrollo.
Debido a que limita con el distrito de Sarapiquí de Alajuela, a veces se confunde con este último.

## Geografía
Sarapiquí es uno de los cantones más extensos de Costa Rica. Su superficie de 2,140.54 km² equivale a poco más del 80% de la superficie total de la provincia de Heredia, siendo el único de los diez que la componen que no pertenece al Gran Área Metropolitana   en el Valle Central del país.
Al sur del cantón se localiza parcialmente la Reserva Forestal «Cordillera Volcánica Central», la Reserva Nacional de Fauna Silvestre «Barra del Colorado», el Parque Nacional Braulio Carrillo y la Zona Protectora La Selva.

### Geología
El cantón de Sarapiquí está constituido geológicamente por materiales de los períodos Terciario y Cuaternario; siendo las rocas volcánicas del Cuaternario las que predominan en la región.

### Geomorfología
El cantón de Sarapiquí presenta dos unidades geomórficas, denominadas forma de sedimentación aluvial y de origen volcánico.

### Hidrografía
El sistema fluvial de este cantón, corresponde a la sub-vertiente norte de la vertiente del Caribe; el cual pertenece a las cuencas de los ríos Sarapiquí, Chirripó y Cureña.
El río Sarapiquí tiene una historia relevante en Costa Rica, por dos razones primordiales:
- Fue la primera vía de transporte entre Costa Rica y Europa.
- Jugó un papel muy importante en la defensa de la soberanía nacional, porque el 10 de abril de 1856, los filibusteros al mando del estadounidense William Walker llegaron a Costa Rica por el río Sarapiquí, donde se libró la batalla de Sardinal.

## Enlaces por carreteras
Para llegar a esta zona, existen tres rutas terrestres de acceso:
- Por la ruta tradicional o ruta de los héroes (Vara Blanca), donde se observan las cataratas La Paz y San Fernando, montañas, ríos y volcanes, al lado del cañón del río Sarapiquí.

- Por la carretera Braulio Carrillo, atravesando el Parque Nacional del mismo nombre, área de gran exuberancia, naturaleza y de grandes paisajes del bosque tropical lluvioso.

- Por San Carlos, donde se observan cultivos agrícolas como piña, palmito y plantas ornamentales.

## Historia
En la época precolombina, el territorio que actualmente corresponde al cantón de Sarapiquí, estuvo habitado por la nación de los botos, que ocuparon las llanuras de Sarapiquí.
El 28 de noviembre de 1634, don Gregorio de Sandoval fue nombrado gobernador de la provincia. Durante su administración intentó establecer un puerto fluvial sobre el río Sarapiquí, pero enfrentó una tenaz oposición por parte de la Audiencia de Guatemala.
En 1820, don Joaquín Mora Fernández, hermano del primer Jefe de Estado de Costa Rica, exploró el río Sarapiquí desde el curso navegable del río San José —afluente del primero— hasta su desembocadura en el río San Juan. Entre 1826 y 1827, don Miguel Alfaro y otros compañeros recorrieron la región, siendo los primeros en asignar nombres a la mayoría de los tributarios del río Sarapiquí.
Tras la Independencia, una de las principales preocupaciones de los gobernantes fue el establecimiento de un puerto de altura en el litoral Caribe y la apertura de una vía de acceso hacia esa región. Se ofrecieron recompensas a quienes descubrieran rutas que condujeran hacia la costa, especialmente por la zona norte del país, incluyendo San Carlos, Sarapiquí y otras localidades, con el objetivo de alcanzar el río San Juan. Con grandes esfuerzos se abrió la vereda de Sarapiquí, que partía de la ciudad de Heredia y concluía en la margen oeste del río Sarapiquí, en el sitio conocido como El Muelle.
En la demarcación de los distritos parroquiales de la provincia de Heredia, publicada en la Gaceta Oficial el 30 de diciembre de 1862, la aldea de Sarapiquí fue incluida como parte del distrito séptimo, Santa Bárbara, del cantón de Heredia.
En los años cincuenta, se hizo muy famoso el Resguardo Fronterizo del Sarapiquí. Entre las funciones de índole civil, el Resguardo del Sarapiquí atendía los conflictos que a lo interno de las poblaciones cercanas se suscitasen, mientras que en lo fiscal se encargaba de custodiar el comercio y tráfico en el río San Juan y el Sarapiquí, evitando la introducción o venta clandestina de mercancías prohibidas o sometidas a derechos arancelarios. Este tipo de contrabando solía ser de ganado vacuno y caballar, animales de caza, armas de guerra, embarcaciones pequeñas u objetos para contracambio. Era muy corriente que delincuentes perseguidos por la ley intentaran pasar la frontera o refugiarse en los parajes del río Sarapiquí.
En horas de la madrugada del día viernes 23 de julio de 1954, un movimiento de personas armadas, dirigido por Claudio Mora Molina, tractorista y exboxeador, se alzó en armas contra el gobierno y tomó la ruta de las llanuras del Sarapiquí, siguiendo el mismo camino antiguo que en tiempos de la colonia fue la entrada normal al interior del país.
El 24 de julio de 1954, el jefe del Resguardo Fiscal y subinspector de Hacienda del río Sarapiquí, capitán Hernán Rodríguez Murillo, les hizo frente, con el agravante de que Mora Molina (escudado tras un niño) le disparó, hiriéndole de muerte. Tras el asesinato del Capitán Hernán Rodríguez, el Ministerio de Relaciones Exteriores solicitó a algunos de sus embajadores que se reunieran con gobiernos y prensa amigos, difundiendo la noticia que ante el inminente enfrentamiento Costa Rica ya tenía su primera víctima y que ésta era injustificada. El capitán era el primer caído (de ambos bandos) en defensa de la patria desde la abolición del ejército en Costa Rica y desde la revolución y contrarrevolución de 1948. Fue la primera víctima de un país que no quería más muertos. El 31 de julio de 1954 se confirió en grado póstumo el título de comandante mayor, al capitán Rodríguez Murillo, muerto en acción de armas.
El 18 de noviembre de 1970, en el segundo gobierno de José María Figueres Ferrer, Sarapiquí se erigió como cantón número diez de la provincia de Heredia, con tres distritos nombrándose como cabecera de la misma al barrio de Puerto Viejo, razón por la cual adquirió el título de ciudad.
En la administración de don Alfredo González Flores, el 18 de octubre de 1915, en ley n.º 20 sobre división territorial para efectos administrativos, aparece Sarapiquí como distrito sexto del cantón de Heredia, con la categoría de barrio.
La primera escuela se construyó en 1952, con el nombre de Escuela Puerto Viejo, en el gobierno de don Otilio Ulate Blanco. El Colegio Técnico Profesional Agropecuario, inició sus actividades docentes en marzo de 1972, en la segunda administración de don José Figueres Ferrer.
Durante el arzobispado de Monseñor don Carlos Humberto Rodríguez Quirós cuarto Arzobispo de Costa Rica, en el año de 1970 se erigió en Coadjutoría Territorial, dedicada a San Agustín, la cual actualmente es sufragánea de la diócesis de Alajuela, de la provincia eclesiástica de Costa Rica. La iglesia se construyó en 1978.
En ley n.º 4671, de 18 de noviembre de 1970, en el segundo gobierno de don José Figueres Ferrer, al convertirse Sarapiquí en el cantón décimo de la provincia Heredia, el barrio Puerto Viejo adquirió el título de ciudad, al designarse como cabecera del mismo.
El 17 de abril de 1972 se llevó a cabo la primera sesión del Concejo de Sarapiquí, integrado por los regidores propietarios, señores Gerardo González Villegas, Presidente; Freddy Calvo León, Ricardo González Vargas, Adrián Miranda Conejo y José Carvajal Carvajal. El Ejecutivo Municipal fue don Adrián Chavarría Conejo y el Secretario Municipal don Mario Madrigal Castro.
El origen del nombre del cantón se debe al principal río que nace y drena esta región, cuyo nombre correcto, según don Carlos Gagini es Siripiquí. Aseveración que fundamenta en un documento de 1640 el cual indica que “Un río que tiene por nombre entre los naturales, Jori y comúnmente nombrado por la gente del mar: Siripiquí, que tiene su naciente en las cordilleras de dicho poblado de Barva”. La gente del mar eran los zambos mosquitos.

## Generalidades

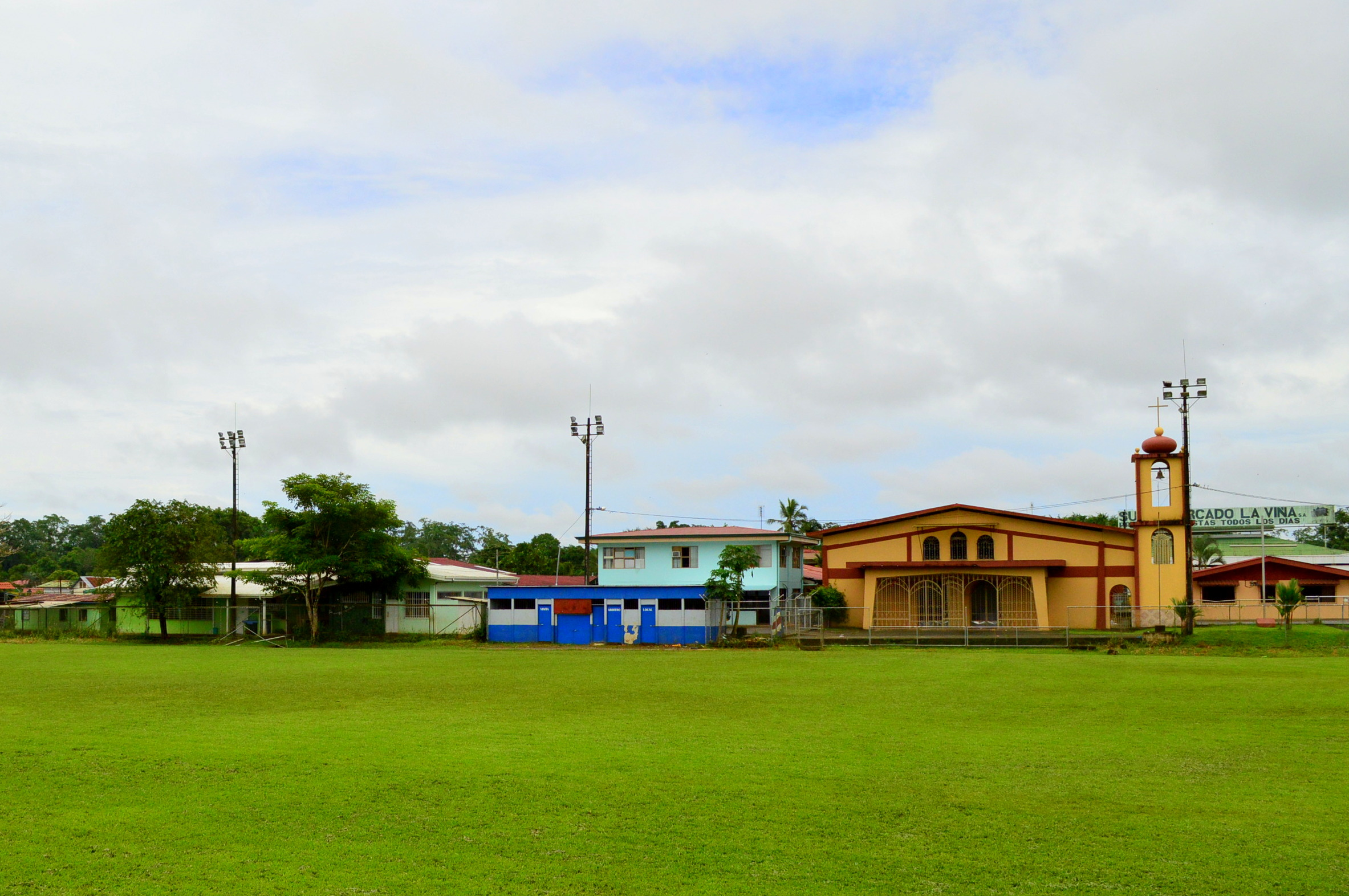
Puerto Viejo de Sarapiquí, Heredia

El cantón de Sarapiquí es por su extensión territorial, el más grande de la provincia de Heredia representando él solo, más del 80% de la superficie total de la provincia. Debido a su basta extensión territorial convirtiéndolo en uno de los cantones más grandes de Costa Rica, es una tierra de mucha riqueza ecológica, económica e histórica. Es el único cantón de toda la provincia que se encuentra en su totalidad fuera del Gran Área Metropolitana. El cantón limita al sur con el cantón de Heredia (distrito Vara Blanca), al este con el cantón de Pococí en la provincia de Limón y al oeste con el cantón de San Carlos.
Sarapiquí es el cantón número 10 de la provincia de Heredia y por ende el último en haber sido creado y no debe confundirse con el distrito Sarapiquí de Alajuela cuya cabecera es San Miguel. La cabecera del cantón es la ciudad de Puerto Viejo y el cantón se encuentra dividido en cinco distritos: Puerto Viejo, La Virgen, Horquetas, Llanuras del Gaspar y Cureña. Las poblaciones más importantes son Puerto Viejo, La Virgen, Horquetas, Río Frío, La Guaria, Chilamate, Delta, La Victoria, Cureña, Colonia Cubujuquí, entre otras.
En la época precolombina, el territorio que actualmente corresponde al cantón de Sarapiquí, estuvo habitado por la nación de los botos, que ocuparon las llanuras de Sarapiquí. Durante esta época ya se menciona el Río Yori, nombre con el que lo conocieron los indios Botos, indígenas que habitaron estas ricas llanuras. Según el escritor e historiador costarricense Carlos Gagini, su traducción al español es Siripiquí y más tarde cambiaría a Sarapiquí.

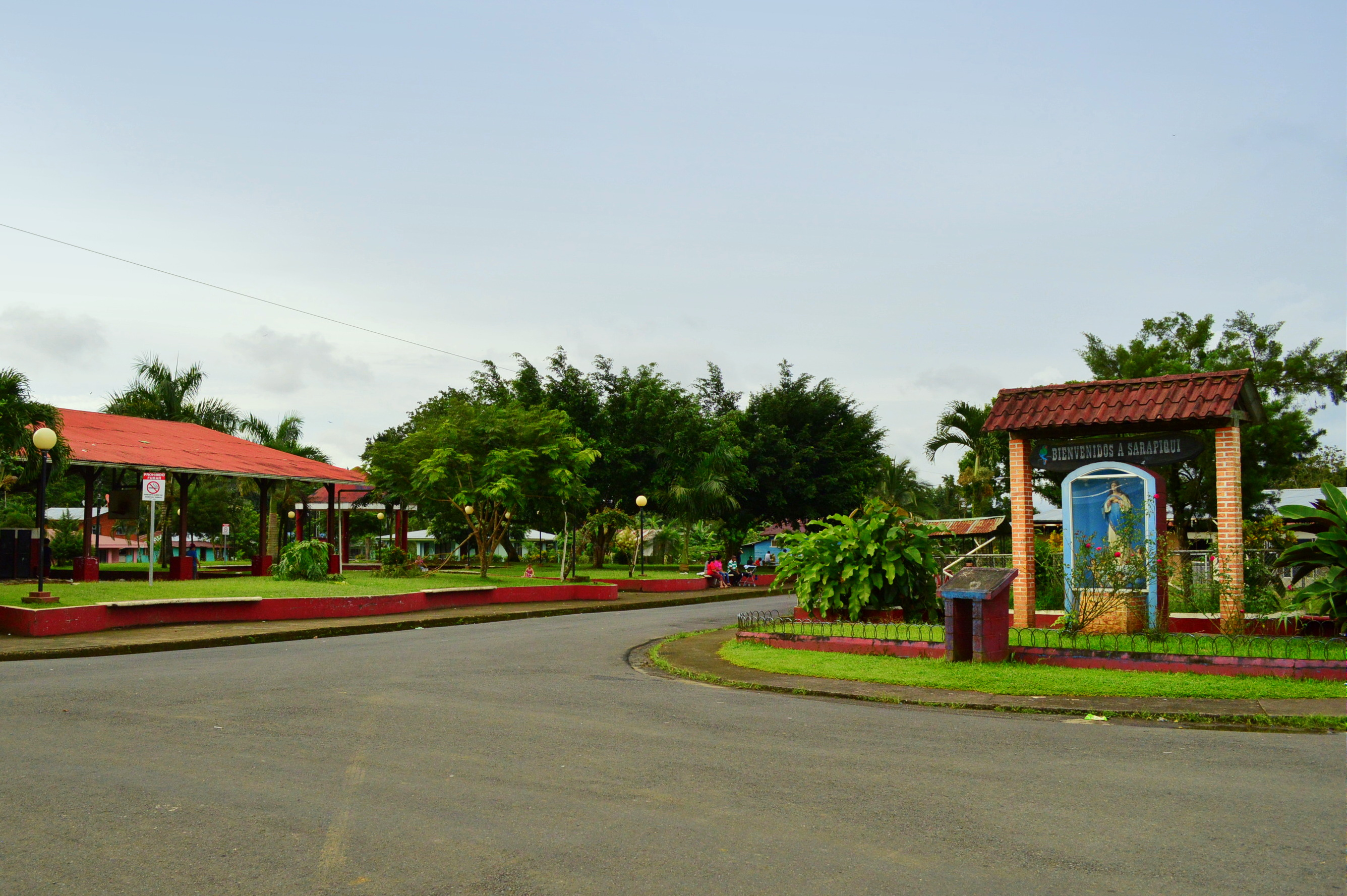
La Virgen de Sarapiquí, Heredia

Su colonización se vio determinada por el deseo, primero de los españoles y luego del país, de abrir una vía de acceso hacia el río San Juan por la parte norte del país, y para 1915 Sarapiquí aparecía como un distrito del cantón de Heredia.
Ya convertido en un importante punto de acceso, pues por el río ingresaban al país barcos procedentes de Europa, en 1856 juega un papel determinante en la defensa de la soberanía nacional cuando, el 10 de abril, el ejército filibustero al mando de William Walter ingresa al país por esta vía y es repelido en la batalla de Sardinal, razón por la que fue declarado Monumento Histórico Nacional.

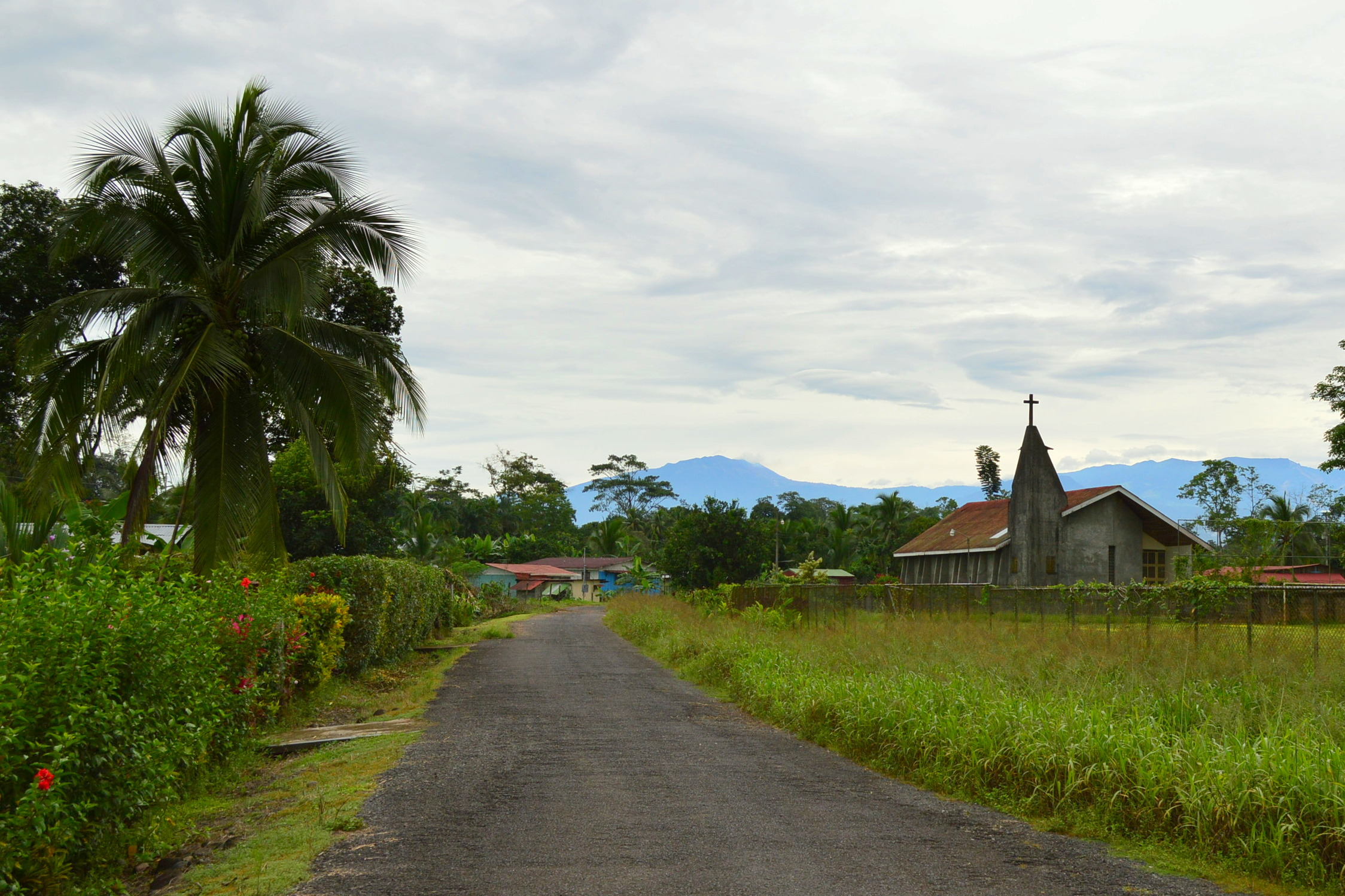
Horquetas de Sarapiquí, Heredia

Aunque tradicionalmente sus principales actividades giraron en torno a actividades agropecuarias como el café, maíz, cacao, cardamomo, cítricos, banano, palmito, árboles frutales y la ganadería, en la actualidad el cultivo de la piña se perfila como una de sus principales actividades y crece una emergente industria turística atraída por su exuberante naturaleza, el bosque lluvioso y la amabilidad y cordialidad de sus pobladores. El cantón muestra un desarrollo vinculado especialmente al ecoturismo y el turismo científico. También ofrece turismo de aventura, aprovechando los rápidos de los ríos que permiten actividades de canoas, kayaks y botes inflables. En las márgenes más bajas del río Sarapiquí se han empezado a desarrollar los recorridos hacia el río San Juan, Barra del Colorado y Tortuguero.
Una de las principales atracciones del cantón de Sarapiquí es el río de mismo nombre. En sus aguas se realiza el balsismo y el kayaking. En el cantón se encuentra también la Reserva Biológica La Selva que comprende 1,600 hectáreas de bosque tropical húmedo y premontano, con aproximadamente un 73% de su área cubierta de bosque primario. Otro destino para los amantes de la naturaleza es la Reserva Biológica La Tirimbina, dedicada a la educación e historia natural, enfocándose principalmente en las interrelaciones de los sistemas y especies naturales de Costa Rica y el mundo. Al extremo noreste del cantón se encuentra la Barra del Colorado y la bordea el río de mismo nombre, río navegable muy frecuentado por quienes gustan de la observación de flora y fauna. El Lago Jalapa se encuentra dentro del Refugio de Vida Silvestre Tapiria un sitio espectacular por la variedad de flora y fauna que vive en esta zona.
En el cantón se encuentra una sede de la Universidad Nacional de Costa Rica la cual fue creada en el marco de la celebración del XXXV Aniversario de su fundación, siguiendo con sus principios constituyentes de orientar su quehacer hacia aquellos sectores menos favorecidos de la sociedad costarricense, expandiendo así sus fronteras con el Campus Universitario en la Región Huetar Norte y Caribe, mediante la apertura de un programa académico denominado Programa Académico Interdisciplinario Región Huetar Norte y Caribe, Campus Sarapiquí, luego del nuevo estatuto orgánico de dicha Universidad pasó a ser la Sede Regional Huetar Norte y Caribe.

## Toponimia

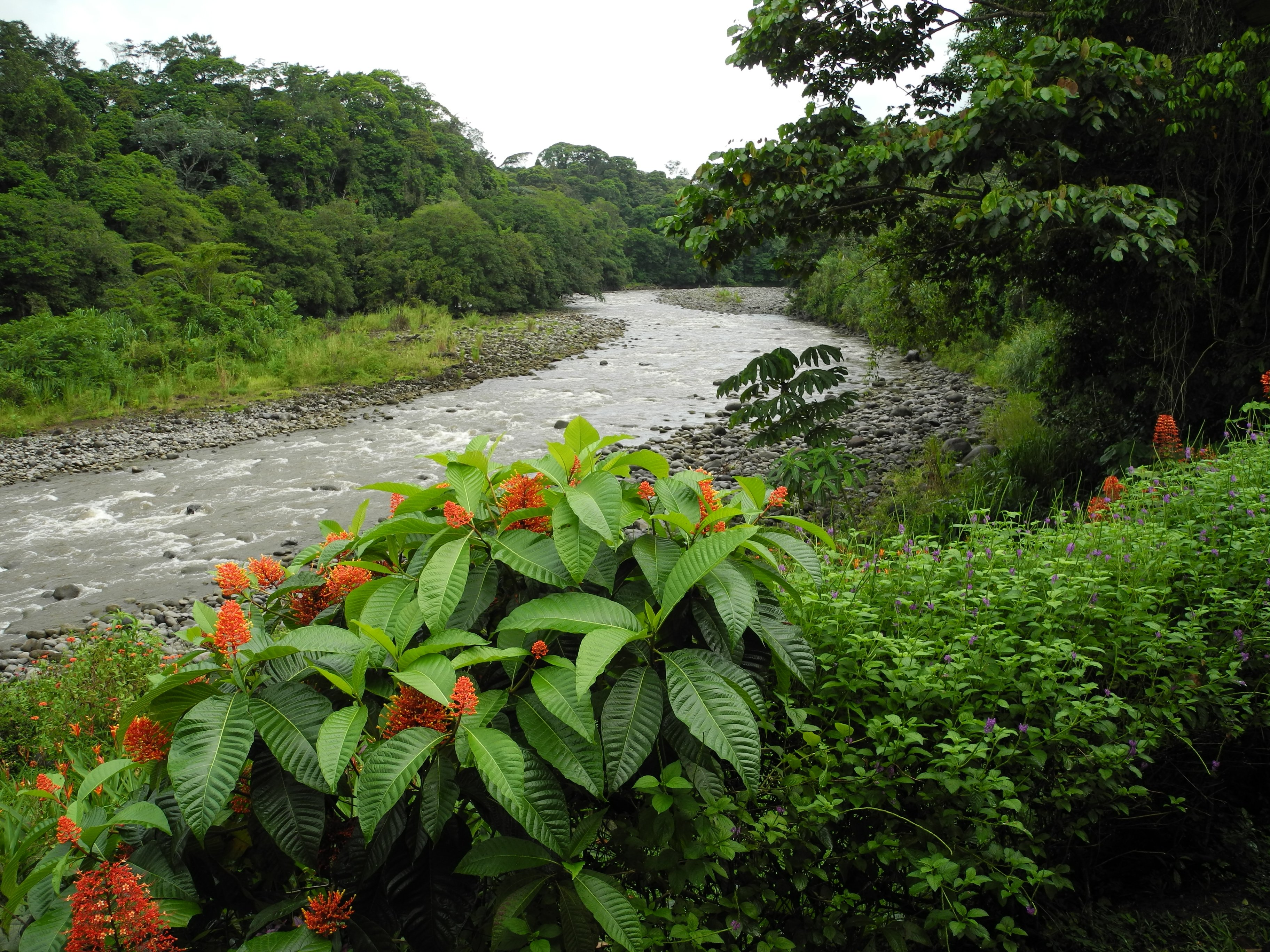
Río Sarapiquí, del que toma nombre el cantón.

La voz «Sarapiquí» es un hidrónimo de evidente origen indígena, de significado desconocido, aunque posiblemente proviene de la lengua rama, de la familia chibchoide, en la cual la palabra «si» tiene relación con el agua. La región estuvo habitada por el pueblo de los botos, cuya lengua se desconoce, pero se ha hipotetizado que hablaban una variante de esta lengua. El registro más antiguo del nombre aparece en un documento del siglo xvi, en el cual era denominado «Siripiquí»:

«que vuestra merced [Licenciado Velázquez Ramiro] haga diligencia acerca del puerto de Sanct Jhoan, que pues el río de los Botos o Ciripiquí es tan grande y tan bueno solo, junto con el otro que se llama Picol, ques tan grande como él, de entender es lo mucho que aventajará en hondura y anchor y sosiego.»

También se cree que el nombre pudo surgir importado de alguna otra lengua que fue conocida por los conquistadores españoles, pues aparece nuevamente con el nombre Siripiquí en un documento de 1640:

«seis leguas el río abajo del dicho Desaguadero [hoy el río San Juan] salía un río que tiene por nombre, entre los naturales Jori, y comúnmente nombrado por la gente de mar Siripiquí, que tiene su nacimiento en las cordilleras del dicho pueblo de Barva, envió [el capitán Jerónimo de Retes] cinco hombres a verle y a sondarle, y le hallaron capaz de poder entrar y salir por él cualquier bajel con mucha seguridad, y que sale como doce leguas del mar del Norte y boca del puerto de San Juan, que es la del dicho Desaguadero».

Según Gagini, el nombre Sarapiquí sería una traducción al español del nombre aborigen del río dado por los botos: río Yori. Siripiquí era el nombre con el que los zambos mosquitos conocían al río Yori, la traducción del nombre Yori al español sería unión o confluencias.

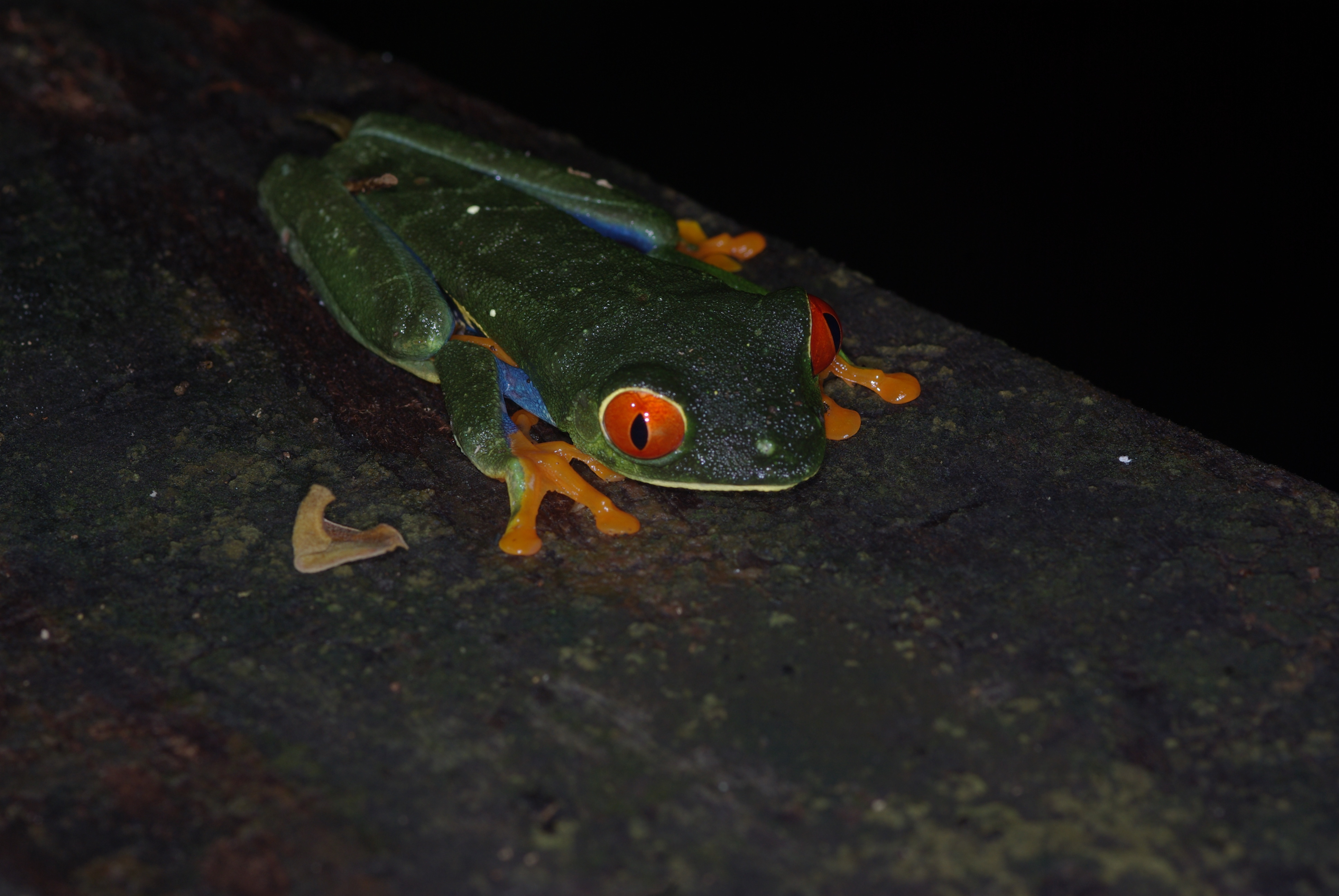
Rana verde de ojos rojos. Estación Biológica La Selva, al sur de Puerto Viejo

## Economía
Las principales actividades agropecuarias de la región son café, piña, follaje y plantas ornamentales, maíz, cacao, cardamomo, cítricos, banano, palmito, árboles frutales y la ganadería.
El turismo ha tenido un desarrollo importante los últimos años, gracias a las actividades recreativas practicadas en el río Sarapiquí.
El censo nacional de 2011 detalla que la población económicamente activa se distribuye de la siguiente manera:
- Sector Primario: 48,0 %
- Sector Secundario: 9,9 %
- Sector Terciario: 42,1 %

## División administrativa
El cantón de Sarapiquí está dividido en cinco distritos:
- Puerto Viejo
- La Virgen
- Horquetas
- Llanuras del Gaspar
- Cureña

## Hojas del mapa básico, 1:50.000 (IGNCR)
- Colorado
- Cutris
- Chaparrón
- Chirripó Atlántico
- Guápiles
- Poás
- Río Cuarto
- Río Sucio
- Trinidad

## Política
La municipalidad de Sarapiquí tiene espacio para 7 regidores.